# Curon
Curon ist eine italienische Serie, die Mystery-, Fantasy- und Horror-Elemente miteinander verbindet. Die siebenteilige erste Staffel der Serie wurde von der Produktionsfirma Indiana Productions produziert und basiert auf Drehbüchern der Autoren Giovanni Galassi, Ivano Fachin und Tommaso Matano. Sie wurde weltweit am 10. Juni 2020 bei dem Streamingdienst Netflix veröffentlicht.

## Hintergrund

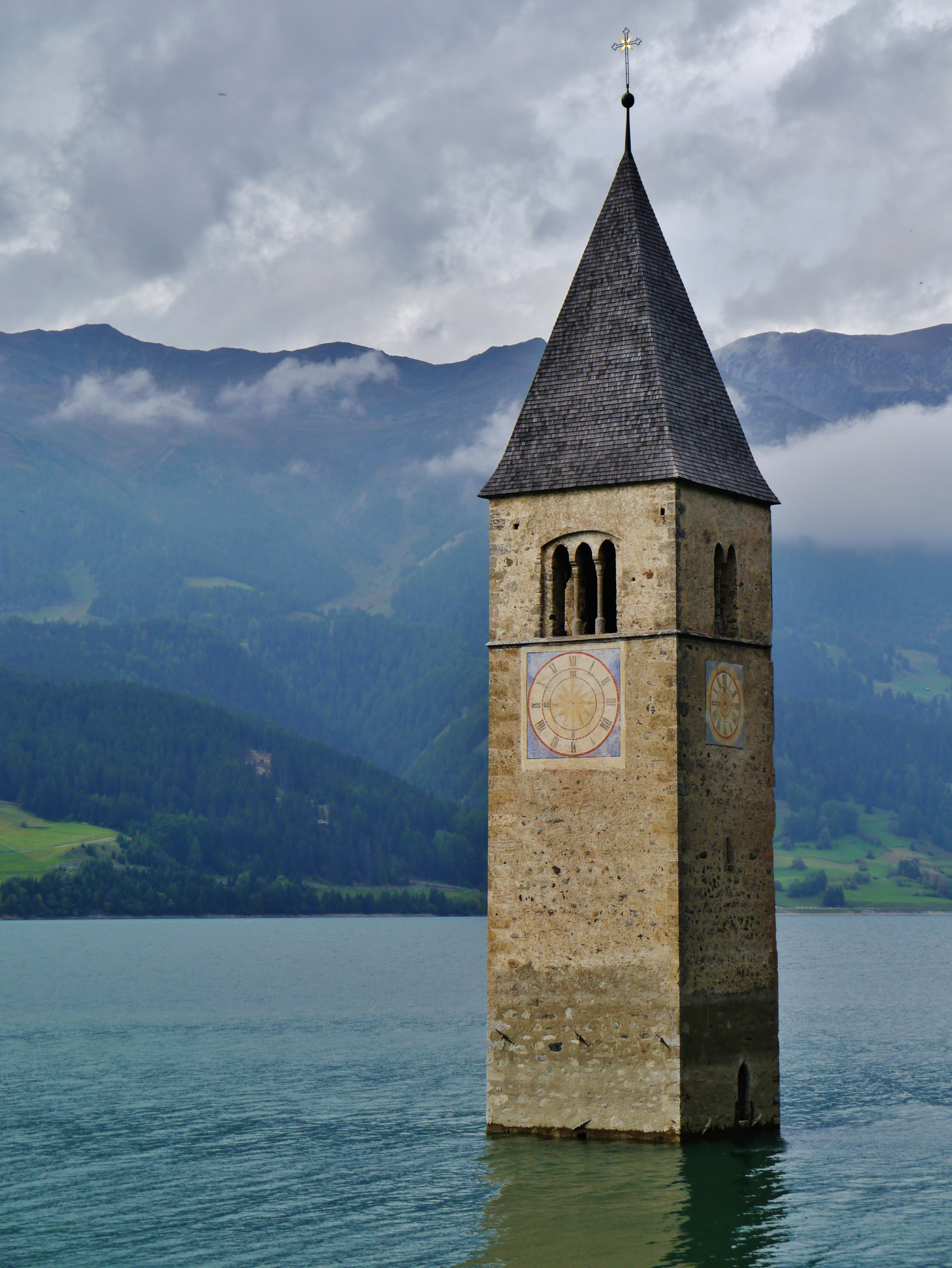
Der aus dem See ragende Kirchturm der alten Pfarrkirche St. Katharina

Die Drehbücher der Serie stammen von den Autoren Giovanni Galassi, Ivano Fachin und Tommaso Matano. Die Produktionsfirma Indiana Productions produziert die Serie im Auftrag von Netflix. Die Serie wird weltweit bei dem Streaminganbieter Netflix ausgestrahlt. Die Dreharbeiten zur Serie fanden hauptsächlich in Graun im Vinschgau, italienisch Curon, in Südtirol nahe der Grenze zu Österreich und der Schweiz statt. Eine zentrale Bedeutung haben dabei der Reschensee und der aus dem See ragende Kirchturm der alten Pfarrkirche St. Katharina des Dorfs Graun. Die Geschichte der Serie spielt vor dem Hintergrund mysteriöser Vorkommnisse in dem Ort, die mit der Geschichte und der Überflutung des alten Ortes zusammenhängen.
Die Serie basiert dabei im Kern auf Geschichten und Mythen, die sich um die versunkenen Dörfer Graun und Reschen ranken. Der Turm der St.-Katharina-Kirche ist alles, was von den ursprünglichen Dörfern übrig geblieben ist, die früher hier lagen. 1950 wurden beide Dörfer abgerissen und an anderer Stelle neu errichtet, um einen künstlichen Stausee zur Stromversorgung zu schaffen. Die Filmserie baut auf dem Mythos auf, dass die aus dem Turm entfernten Glocken unter bestimmten Bedingungen läuten würden; diejenigen, die das Läuten der Glocken hören, seien dem Tod geweiht.
Der Trailer zur Serie wurde am 3. Juni veröffentlicht.

## Handlung
Anna kehrt mit ihren Zwillingen nach 17 Jahren in ihr Heimatdorf zurück, aus dem sie von ihrem Vater Thomas nach dem Mord an ihrer Mutter vertrieben wurde. Nach der Trennung von ihrem Ehemann versucht sie, im alten Hotel des Ortes, das ihrer Familie gehört und in dem ihr Vater noch immer lebt, wieder heimisch zu werden. Dieser empfängt sie jedoch abweisend und stellt klar, dass sie nicht im Haus und im Ort bleiben soll. Die Kinder, Daria und Mauro, gehen in die heimische Schule und machen dort Bekanntschaft mit den hiesigen Jugendlichen, die sie ebenfalls feindlich empfangen, und geraten in einige Konflikte. Daria freundet sich auf einer Party mit Micki an, die sich in sie verliebt. Währenddessen verschwindet Anna in den Bergen und Thomas sowie später auch die Kinder begeben sich auf die Suche. Sie erfahren von einer Liebesaffäre, die Mickis Vater Albert mit Anna hatte, bevor sie den Ort verließ.

## Besetzung und Synchronisation
Die deutschsprachige Synchronfassung entstand durch die Synchronfirma RRP Media in Berlin. Die Dialogbücher schrieb Jörg Hartung nach einer Übersetzung von Eva Hausmann. Die Dialogregie führte Ralf Pel.
| Rollenname          | Schauspieler         | Episoden             | Synchronsprecher  |
| ------------------- | -------------------- | -------------------- | ----------------- |
| Anna Raina          | Valeria Bilello      | 1.01–1.02, 1.04–1.07 | Ilona Brokowski   |
| Thomas Raina        | Luca Lionello        | 1.01–1.07            | Thomas Schmuckert |
| Mauro Raina         | Federico Russo       | 1.01–1.07            | Paul-Lino Krenz   |
| Daria Raina         | Margherita Morchio   | 1.01–1.07            | Doreaux Zwetkow   |
| Klara Asper         | Anna Ferzetti        | 1.01–1.07            | Anja Nestler      |
| Albert Asper        | Alessandro Tedeschi  | 1.01–1.07            | Armin Schlagwein  |
| Micki Asper         | Juju Di Domenico     | 1.01–1.07            | Moira May         |
| Giulio Asper        | Giulio Brizzi        | 1.01–1.07            | Nicolas Rathod    |
| Michael Ober        | Max Malatesta        | 1.01–1.04, 1.07      | Harald Schrott    |
| Lucas               | Luca Castellano      | 1.01–1.07            | Nico Stank        |
| Davide              | Sebastiano Fumagalli | 1.01–1.04            | Fabian Kluckert   |
| Anna Raina – jung   | Mihaela Dorlan       | 1.01–1.03, 1.05      | Dina Kürten       |
| Lili Raina          | Katja Lechthaler     | 1.01                 | Daniela Hoffmann  |
| Berger              | Salvatore De Santis  | 1.02–1.07            | Stefan Bergel     |
| Matteo              | Giuseppe Gandini     | 1.02–1.04, 1.06–1.07 | Tim Moeseritz     |
| Albert Asper – jung | Filippo Marsili      | 1.03, 1.05           | Peter Foyse       |
| Pietro              | Giulio Cristini      | 1.04–1.05            | Daniel Gärtner    |
| Don Luigi           | Maximilian Dirr      | 1.04, 1.06–1.07      | Maximilian Dirr   |
| Klara Asper – jung  | Federica Pocaterra   | 1.05                 | Carolin Brunk     |

## Episodenliste
Die vollständige erste Staffel der Serie wurde weltweit am 10. Juni 2020 bei Netflix veröffentlicht.
| Nr. (ges.) | Nr. (St.) | Deutscher Titel  | Originaltitel        | Regie          |
| ---------- | --------- | ---------------- | -------------------- | -------------- |
| 1          | 1.1       | Der schwarze See | Il lago nero         | Fabio Mollo    |
| 2          | 1.2       | Der Tag danach   | Il giorno successivo | Fabio Mollo    |
| 3          | 1.3       | Der Mörder       | L’assassino          | Fabio Mollo    |
| 4          | 1.4       | Die Väter        | I padri              | Fabio Mollo    |
| 5          | 1.5       | Der Fluch        | La maledizione       | Lyda Patitucci |
| 6          | 1.6       | Die Wölfe        | I lupi               | Lyda Patitucci |
| 7          | 1.7       | Das Labyrinth    | Il labirinto         | Lyda Patitucci |

## Rezeption
Die Serie wurde aufgrund inhaltlicher Überschneidungen teilweise mit der deutschen Fernsehserie Dark verglichen.

## Belege
1. 1 2 3 4  Julius Vietzen: "Curon": Die wahre Geschichte hinter dem Netflix-Hit auf filmstarts.de, 11. Juni 2020; abgerufen am 13. Juni 2020.
2. 1 2  Max Wieseler: Curon bei Netflix: Gibt es den Kirchturm im See wirklich? auf moviepilot.de, 14. Juni 2020; abgerufen am 14. Juni 2020.
3. ↑  Adam Arndt: Curon: Trailer zur neuen italienischen Netflix-Serie auf serienjunkies.de, 3. Juni 2020; abgerufen am 13. Juni 2020.
4. ↑  Tobias Mayer: Das neue "Dark"? Trailer zur Netflix-Mystery-Serie "Curon" auf filmstarts.de, 29. Mai 2020; abgerufen am 14. Juni 2020.